# Paolo Girelli
Paolo Girelli ist ein italienischer Drehbuchautor und Filmregisseur.
Girelli arbeitete meist mit Gerardo Fontana zusammen; so bei seinem Einstieg in die Filmbranche als Dialogautor 1992. Auch bei seinem bislang einzigen Regieversuch, dem recht konventionellen Giallo Dietro la pianura, war Fontata Girellis Partner. Nach zwei weiteren Drehbüchern schrieb er für die Fernsehserie Vivere von 1998 bis 2000. 2001 arbeitete er für Canale 5 an dem Format „Centovetrine“. 2011 war er an der Entwicklung der Soap Opera Le tre rose di Eva beteiligt.

## Filmografie (Auswahl)
- 1994: Dietro la pianura